# Siège de Hataya
Le siège de Hataya est l'une des nombreuses batailles dans la région de Tōhoku qui sert de prélude à la décisive bataille de Sekigahara qui met fin à la période de guerre de 250 ans appelée époque Sengoku.
Naoe Kanetsugu, général loyal à Ishida Mitsunari, attaque le château de Hataya sur le chemin de la forteresse de  Yamagata tenue par Mogami Yoshiaki. Son armée est forte de 20 000 hommes et les 300 hommes de la garnison commandés par Eguchi Gohei en sont venus à être célébrés dans différentes chroniques pour leur brève mais courageuse défense contre une force incomparablement supérieure.

## Source de la traduction
- (en) Cet article est partiellement ou en totalité issu de l’article de Wikipédia en anglais intitulé « Siege of Hataya » (voir la liste des auteurs).